# Municipio de Brookfield (condado de Worth)
El municipio de Brookfield (en inglés: Brookfield Township) es un municipio ubicado en el condado de Worth en el estado estadounidense de Iowa. En el año 2010 tenía una población de 235 habitantes y una densidad poblacional de 2,53 personas por km².

## Geografía
El municipio de Brookfield se encuentra ubicado en las coordenadas 43°23′22″N 93°19′47″O / 43.38944, -93.32972. Según la Oficina del Censo de los Estados Unidos, el municipio tiene una superficie total de 92.87 km², de la cual 92,8 km² corresponden a tierra firme y (0,07 %) 0,06 km² es agua.

## Demografía
Según el censo de 2010, había 235 personas residiendo en el municipio de Brookfield. La densidad de población era de 2,53 hab./km². De los 235 habitantes, el municipio de Brookfield estaba compuesto por el 99,15 % blancos, el 0,43 % eran asiáticos y el 0,43 % eran de una mezcla de razas. Del total de la población el 0 % eran hispanos o latinos de cualquier raza.